# Euterpe (planetka)
(27) Euterpe je planetka nacházející se v hlavním pásu asteroidů. Byla objevena 8. listopadu 1853 britským astronomem Johnem Russellem Hindem. Své pojmenování nese po řecké múze Euterpé.